# تشارلز جون رايت بارتون
تشارلز جون رايت بارتون (بالإنجليزية: Charles John Wright Barton) هو فلاح نيوزيلندي، ولد في 6 فبراير 1852، وتوفي في 4 مارس 1935.